# Rochie wrap

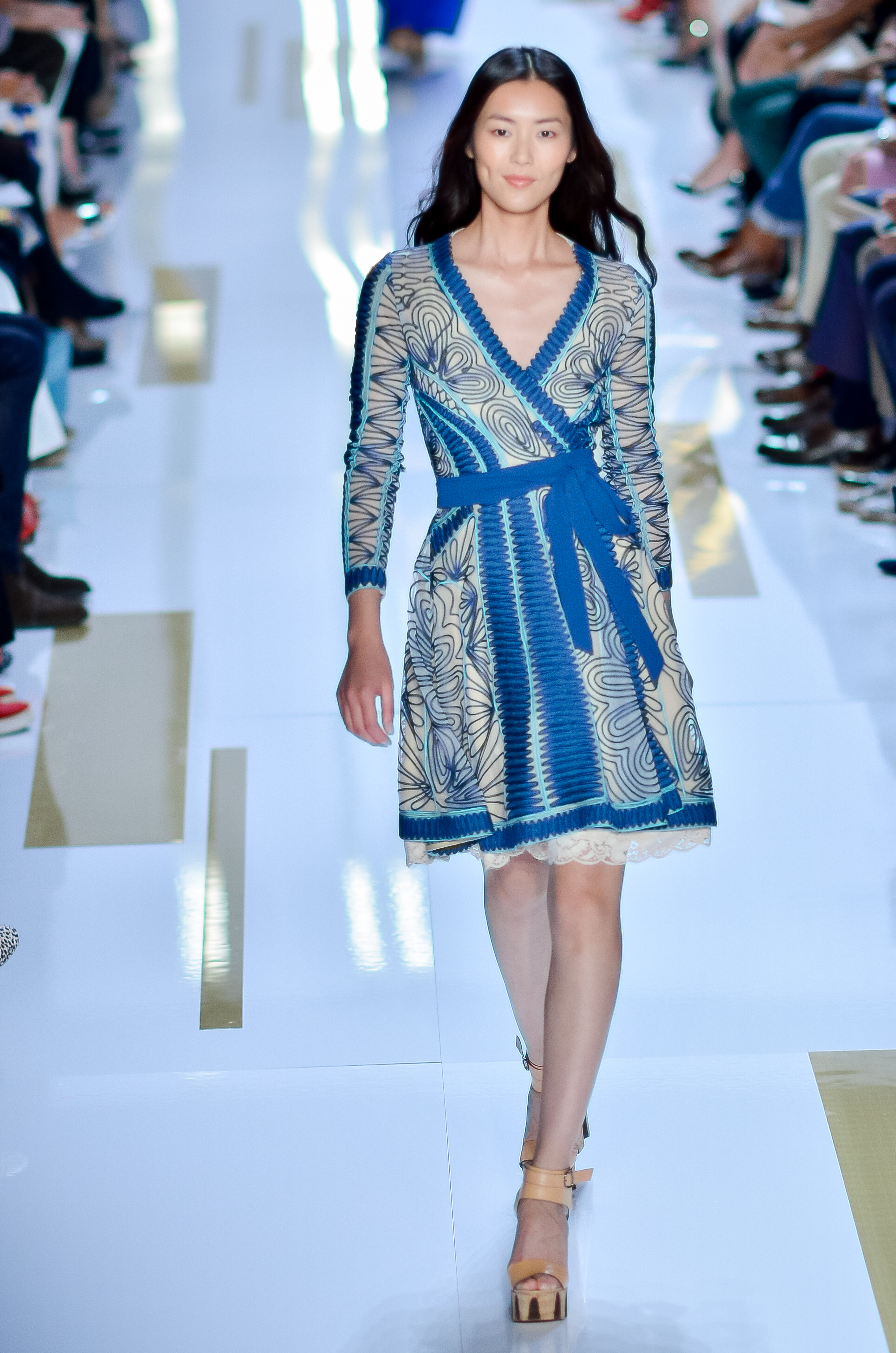
Rochie creată de Diane von Fürstenberg, primăvară-vară 2014, prezentată de Liu Wen

O rochie wrap este o rochie cu o închidere în față alcătuită din înfășurarea unei părți peste cealaltă și prin înnodarea cordoanelor atașate care se întâlnesc în jurul taliei sau prin nasturi de prindere. Acesta formează un decolteu în formă de V și evidențiază formele purtătoarei. O rochie faux-wrap seamănă cu acest design, cu excepția faptului că vine deja prinsă împreună, fără deschidere în față, iar în schimb este îmbrăcată pe cap. Un top wrap este o croială pentru partea superioară superioară a corpului și este realizată în același mod ca o rochie wrap, dar fără fustă.

## Istorie

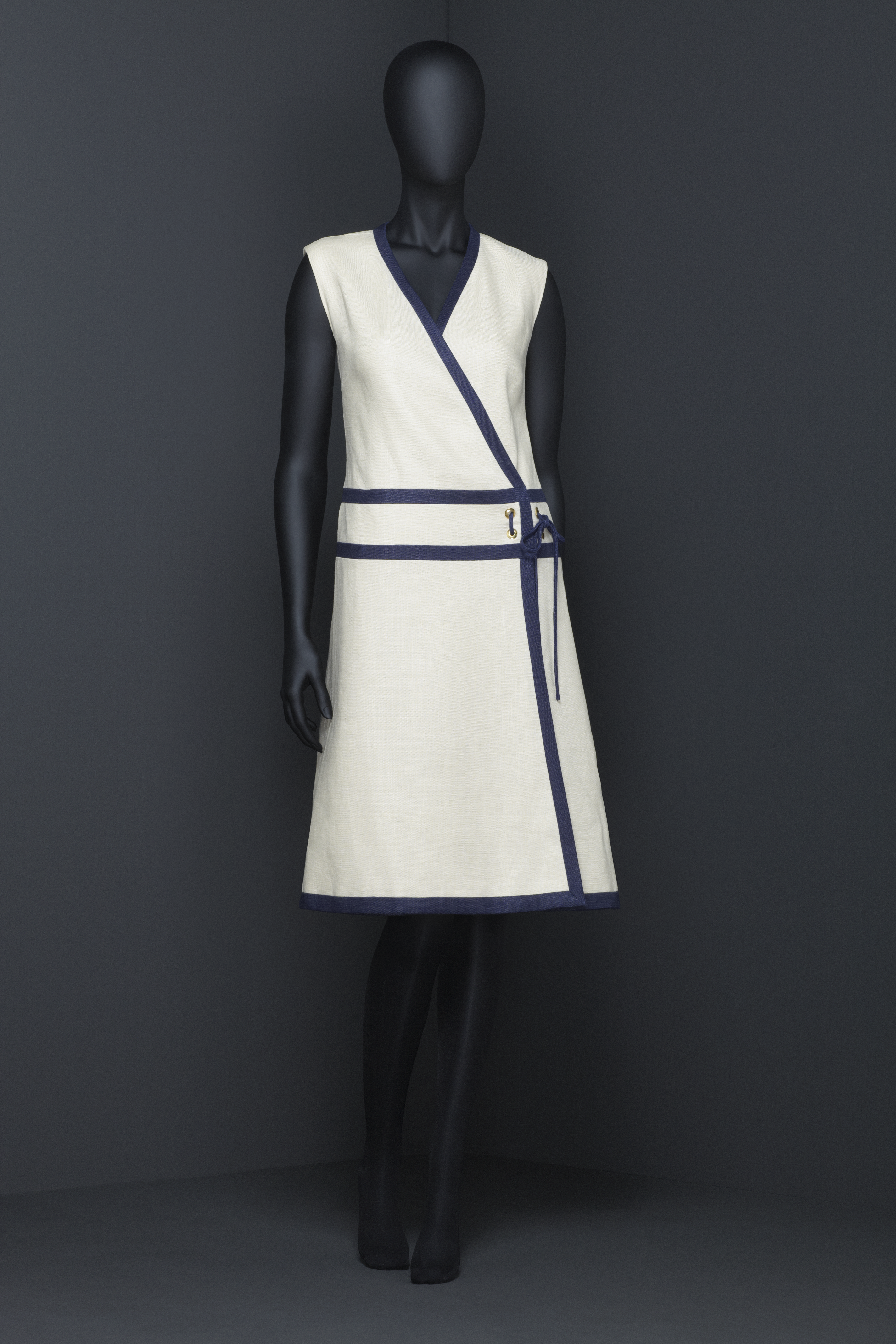
Rochie wrap din anii 1960: inserțiile bleumarin evidențiază părțile rochiei.

Deși se susține adesea că Diane von Fürstenberg a „inventat” rochia wrap în 1972/73, Richard Martin, fostul director al Institutului Costume de la Metropolitan Museum of Art, a remarcat că forma designului lui Fürstenberg a fost deja „profund încorporată în tradiția de îmbrăcăminte sportivă a designerilor americani”, cu alegerea ei de țesături elastice, sintetice, care îi distingeau creația de rochiile anterioare. În timpul Marii Depresiuni, rochiile de casă numite „Hooverettes” erau populare, care foloseau un design wrap. Rochiile wrap au fost concepute de Elsa Schiaparelli în anii 1930 și de Claire McCardell în anii 1940, al cărei design original „popover” a devenit baza pentru o varietate de rochii parte peste parte.

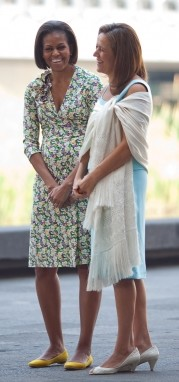
Michelle Obama purtând o rochie wrap semnată Diane von Fürstenberg în 2010

Interpretarea Fürstenberg a rochiei wrap, care era în mod obișnuit până la genunchi, dintr-un jerseu mulat, cu mâneci lungi, a fost atât de populară și atât de distinctă încât stilul a devenit în general asociat cu ea. Ea a declarat că divorțul ei a inspirat designul și, de asemenea, a sugerat că a fost creat în spiritul de a permite femeilor să se bucure de libertate sexuală. În 2004 a fost publicată o carte dedicată în întregime rochiilor wrap ale lui Fürstenberg.
Rochiile wrap și-au atins apogeul de popularitate la mijlocul și sfârșitul anilor 1970, iar designul a fost creditat ca fiind un simbol al eliberării femeilor din anii 1970. Ele au cunoscut o popularitate actualizate începând cu sfârșitul anilor 1990, în special după ce von Fürstenberg a reintrodus rochia wrap în 1997; ea, printre altele, a continuat să creeze rochii wrap de atunci. Popularitatea rochiei și semnificația feministă percepută au rămas actuale până la mijlocul anilor 2010.